# 마리온 프라이슬러
마리온 프라이슬러(혼전성 루셍거(Russegger), 독일어: Marion Freisler, 1910년 2월 10일 ~ 1997년 1월 27일)는 악명 높은 판사이자 나치 폴크스게리히쇼프(인민법원)의 의장인 롤란트 프라이슬러의 아내였으며, 1945년 베를린 공습 중 사망했다. 그녀는 때때로 안나 프라이슬러로 잘못 언급되기도 한다.

## 참고 문헌
- Guido Knopp, Hitler's Hitmen, Sutton Publishing (2002), chapter "The Hanging Judge", pp. 213-251. ISBN 9780750926027